# Adolf Schlatter

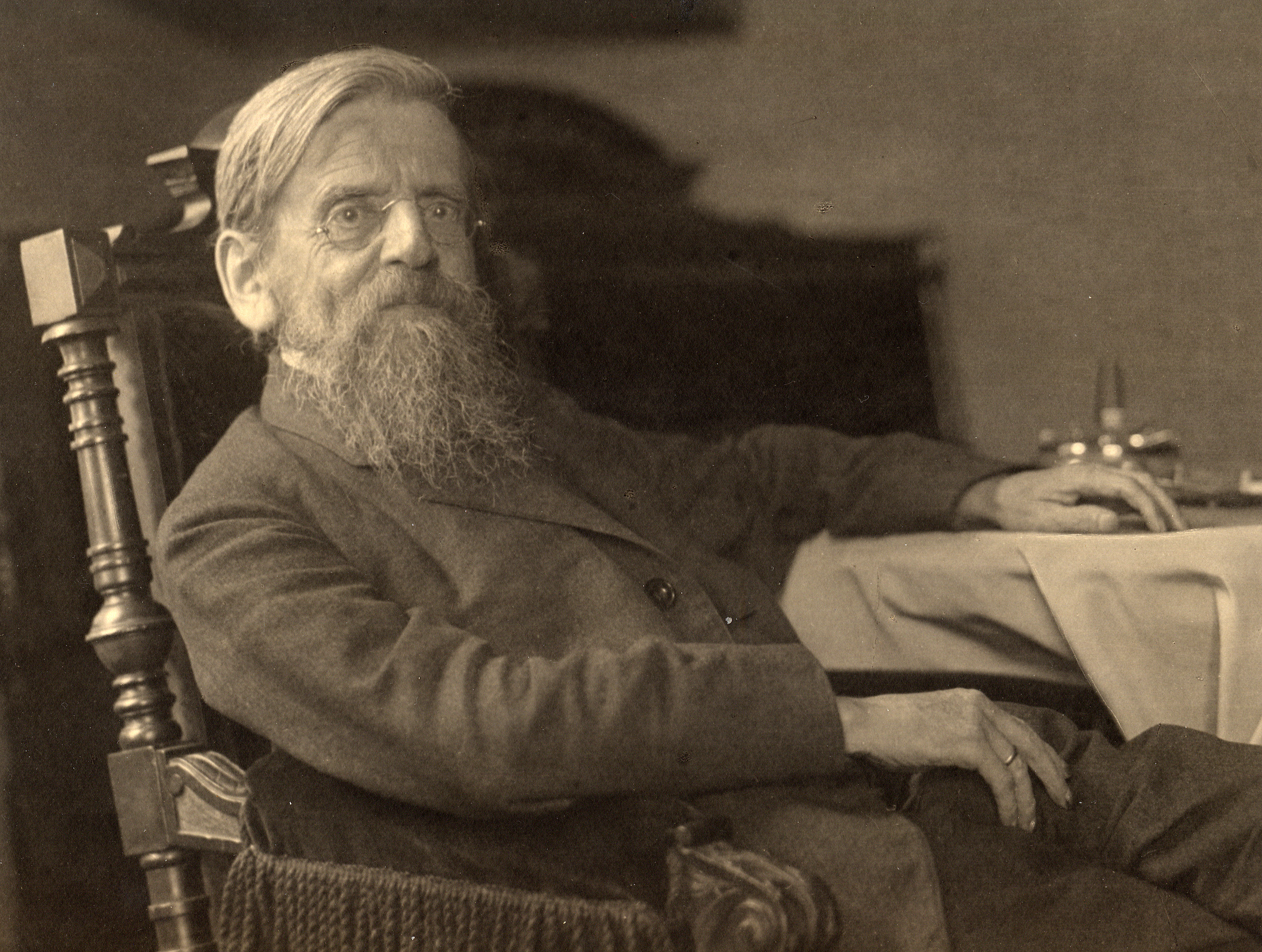
Adolf Schlatter.

Adolf Schlatter, född den 16 augusti 1852 i Sankt Gallen, död den 19 maj 1938 i Tübingen, var en schweizisk protestantisk teolog.
Schlatter blev 1888 privatdocent i Bern, kallades samma år först till extra ordinarie professor där och sedan till ordinarie professor i Greifswald samt blev 1893 professor i Berlin och 1898 i Tübingen. Han blev emeritus 1922. Som vetenskaplig författare visade Schlatter en sällsynt produktivitet. Inom sitt speciella fackområde, den nytestamentliga exegetiken, behandlade han i en lång serie arbeten alla disciplinens olika grenar: inledningsfrågorna i Einleitung in die Bibel (1889; 3:e upplagan 1901), historiska och arkeologiska spörsmål i Zur Topographie und Geschichte Palästinas (1893), Geschichte Israels von Alexander dem Grossen bis Hadrian (1901; 2:a upplagan 1906) med flera, textkritiska frågor i Das neu gefundene hebräische Stuck des Sirach (1907) med flera, de bibelteologiska problemen bland annat i det betydande arbetet Der Glaube im Neuen Testament (1885; 3:e upplagan 1904) samt framför allt i sitt stort anlagda verk: Die Theologie des Neuen Testaments: I Das Wort Jesu (1909), II Die Lehre der Apostel (1911). Slutligen gav han i det halvt populärt hållna verket Erläuterungen zum Neuen Testament (3 band, 1887–1910) en kommentar till alla Nya testamentets böcker. Därjämte gjorde han emellertid ej blott tungt vägande inlägg i enskilda systematiska frågor, utan gav en totalframställning av såväl dogmatikens system (Das christliche Dogma, 1911) som etikens (Die christliche Ethik, 1914), två arbeten, som, skriver Einar Billing i Nordisk familjebok, "trots i ögonen fallande metodiska brister, på grund af sitt sällsynt rika religiösa och sedliga idéinnehåll, mottagits med ovanligt bifall från vidt skilda teologiska riktningar". En intressant kommentar till en del omstridda punkter i hans dogmatik lämnade han i Briefe über das christliche Dogma (1912). Även på filosofins område framträdde Schlatter som författare, med Die philosophische Arbeit seit Cartesius (1906). För skriftserien Beiträge zur Förderung christlicher Theologie var Schlatter alltifrån dess begynnelse utgivare, i förening till en början med Hermann Cremer, senare med Wilhelm Lütgert. Till sin teologiska ståndpunkt kan han i allmänhet betecknas som bibelteolog. Av sin tids mer kända teologer stod han Hermann Cremer och Martin Kähler närmast, men skilde sig från dem genom ett starkare inslag av reformerta tankegångar.